# SBM Offshore
SBM Offshore N.V. (Euronext: SBMO) é um grupo empresarial holandês que presta serviços para a indústria petrolífera. Originalmente chamado IHC Caland N.V., mudou sua denominação em julho de 2005.

## Associação com a Petrobras

### Apuração de Propinas
A Operação Sangue Negro, é uma operação da Polícia Federal, deflagrada em 17 de dezembro de 2015 que investiga dinheiro desviado de contratos da Petrobras desde 1997. A ação está relacionada às investigações de um esquema de pagamento de propinas envolvendo a empresa holandesa SBM e a estatal brasileira. Foram cumpridos quatro mandados de prisão preventiva, sendo dois deles contra ex-diretores presos na Operação Lava Jato, Renato Duque e Jorge Zelada. As buscas foram realizadas nas casas dos investigados e na Petroserv, empresa do ramo de prospecção de petróleo. Segundo as investigações, a Petroserv recebia repasses de 3% a 5% de contratos da Petrobras e, desse total, remetia 1% para contas de empresas no exterior. Os investigadores apontam que esse dinheiro era lavado e remetido novamente para o Brasil em forma de propina. Em junho deste ano, o ex-representante da SBM no Brasil Júlio Faerman, um dos operadores do esquema investigado pela Lava Jato e delator, afirmou à CPI da Petrobras que garantiu “ganhos expressivos” à estatal brasileira enquanto atuava em nome da empresa holandesa. Um mês antes, integrantes da CPI foram a Londres (Inglaterra) colher depoimento de Jonathan David Taylor, ex-diretor da SBM que denunciou irregularidades em contratos assinados entre a companhia da Holanda e a Petrobras.

### Acordo de leniência
O acordo de leniência que a Controladoria-Geral da União (CGU) negociou com a SBM obrigou a empresa holandesa a pagar cerca de 1 bilhão de reais de indenização à União. Os recursos serão todos destinados aos cofres da Petrobras. A SBM é acusada de pagar propina em troca de contratos com a estatal brasileira, e o caso está sendo investigado pelo Ministério Público Federal no Rio de Janeiro. Em dezembro de 2015, o então ministro-chefe da CGU, Valdir Simão, confirmou as negociações para assinatura do acordo de leniência. Em 2016 o Ministério da Transparência, Fiscalização e Controle (MTFC) celebrou o acordo.

## Empresas do grupo
- Single Buoy Moorings Group of Companies
- Imodco Inc.
- Atlantia Offshore Limited
- Gusto B.V.
- Marine Structure Consultants (MSC) B.V.
- GustoMSC Inc.
- NKI group B.V.

## FPSOs
Relação de Unidade flutuante de armazenamento e transferência da SBM Offshore.
- FPSO Serpentina(1) MEGI E.GUINEA 2003
- FPSO Capixaba PETROBRAS BRAZIL 2006
- FPSO Kikeh(2) PTTEP MALAYSIA 2007
- FPSO Mondo EXXONMOBIL ANGOLA 2008
- FPSO Saxi Batuque EXXONMOBIL ANGOLA 2008
- FPSO Espirito Santo SHELL BRAZIL 2009
- Thunder Hawk QUARTERNORTH/DAA USA 2009
- FPSO Aseng(3) NOBLE ENERGY E.GUINEA 2011
- FPSO Cidade de Anchieta PETROBRAS BRAZIL 2012
- FPSO Cidade de Paraty PETROBRAS BRAZIL 2013
- FPSO Cidade de Ilhabela PETROBRAS BRAZIL 2014
- N’Goma FPSO(4) ENI ANGOLA 2014
- FPSO Cidade de Maricá PETROBRAS BRAZIL 2016
- FPSO Cidade de Saquarema PETROBRAS BRAZIL 2016
- FPSO Liza Destiny EXXONMOBIL GUYANA 2019
- FPSO Liza Unity EXXONMOBIL GUYANA 2022
- FPSO Sepetiba* PETROBRAS BRAZIL 2023
- FPSO Prosperity* EXXONMOBIL GUYANA 2023